# Marco Di Buono
Marco Di Buono (Roma, 26 agosto 1967) è un conduttore televisivo e attore teatrale italiano.

## Biografia
Presenta dal 1995 al 1999 la trasmissione La Banda dello Zecchino su Rai Uno. Dal 2000 al 2004 è inviato per il programma di Rai Tre Cominciamo Bene Estate.
Presenta su Rai Uno La prova del cuoco - Anteprima, circa 5 minuti prima dell'inizio della trasmissione condotta da Antonella Clerici, sostituendo così Gianfranco Vissani. È presente anche durante le puntate de La prova del cuoco nel gioco "Fidati di me". Inoltre appare negli stacchi pubblicitari con Antonella Clerici ne La prova del cuoco ed in quelli con Carlo Conti ne L'eredità.  Venerdì 4 aprile conduce insieme ad Arianna Ciampoli l'evento Il Cantico - Un abbraccio universale, un evento ideato e promosso dalla Direzione Generale dell'Ufficio Scolastico Regionale per il Lazio che unisce educazione, ambiente e inclusione, ispirato al Cantico delle Creature di San Francesco.

## Televisione
- La Banda dello Zecchino (Rai 1, 1995-1999)
- Cominciamo Bene Estate (Rai 3, 2001-2004) Inviato
- Telethon (Rai 1, Rai 2, Rai 3, 2003) Inviato
- Rai Life (Rai 1, 2005)
- Piccoli ciclisti crescono (Rai 3, 2006-2007)
- La prova del cuoco (Rai 1, 2011-2018)
- La prova del cuoco - Speciale Lotteria Italia (Rai 1, 6 gennaio 2012-2015) Inviato dai Monopoli di Stato
- Vigilia in famiglia - Speciale Zecchino d'oro (Rai 1, 2014) Inviato
- Affari tuoi - Speciale Lotteria Italia (Rai 1, 6 gennaio 2016-2017, 2024-2025) Inviato dai Monopoli di Stato
- I soliti ignoti - Speciale Lotteria Italia (Rai 1, 6 gennaio 2018-2023) Inviato dai Monopoli di Stato
- Con il cuore - Nel nome di Francesco (Rai 1, 2019) Inviato
- Camper (Rai 1, 2022, 2024) Inviato
- Camper in viaggio (Rai 1, 2023) Inviato

## Radio
- Green is the color (RID 96.8 FM, 2018-2019)
- Facce ride - Sfida comica in radioteca (Rai Radio TecheTé, 2018-2019)
- In cucina con Radio Kids (Rai Radio Kids, 2018-2019)
- Vi racconto la radio (Rai Radio TecheTé, 2019-2020)
- Cosa farò da grande? (Rai Radio Kids, 2022)
- Cosa cuciniamo oggi? (Rai Radio Kids, 2022-2023)
- Buongiorno Radio Kids Live (Rai Radio Kids, 2023-2024)
- Il Cantico - Un abbraccio universale (Rai Radio Kids, 2025)

## Filmografia

### Cinema
- Stato di ebbrezza, regia di L biglione (2018)
- Compromessi sposi, regia di F.Micicché (2019)

### Cortometraggi
- Inferno di tortello, regia di S.Barbuti (2007)

### Televisione
- Avvocati, regia di G. Ferrara (Rai 2, 1997)
- La bruttina stagionata, regia di M.Penelope (Rai 2, 1997)
- La squadra, (Rai 3,2004)
- Storie di Salute, regia di A.D'Elia (Rai, 2009)
- Distretto di Polizia, regia di A.Capone (Canale 5, 2010)
- Rex, (Rai 1, 2013)
- Benvenuti a tavola - Nord vs Sud, regia di L.Pellegrini (Canale 5, 2013)
- Che Dio ci aiuti, regia di F.Vicario (Rai 1, 2023)

## Teatro
- Celestino V, regia di F.Muller (1990)
- Di palo in frasca, regia di C. Severin (1990-1991)
- Sfida alle stelle, spettacolo futurista, regia di P. Boragina (1992)
- Zuppa di piselli, regia di C. Severini (1992-1993)
- Girotondo, di A. Schnitzler, regia di L. Caparrotti, ruolo: Il Poeta (1993)
- Lucia e gli altri, scritto e diretto da Marco Di Buono (1993-1994)
- Il primo uomo nudo, regia di Silvano Ambrogi (1994)
- Come vi piace, di William Shakespeare, regia di P. Zuccari, ruolo: Oliver (1994)
- Sempre meglio che mangiare cioccolata, di F. Satta Flores, regia di M. Pizzi (1994)
- Comprese le mamme e le sorelle, di U. Simonetta, regia di F. Di Bella (1995)
- Romeo e Giulietta, di William Shakespeare, regia di F. Ricordi, ruolo: Paride (1995)
- Il giallo del papero giallo, di Bevilacqua-Ruitz, regia di S. Zecca (1995)
- Sogno di una notte di mezza estate, di William Shakespeare, regia di G. Zagni, ruolo: Demetrio (1995)
- Prima della Prima,  di U. Kovacevich – regia di. U. Kovacevich (2012)

## Pubblicità
- DeLonghi (1999)
- Parmalat Zymil (2007-2008)
- Bounty (2010)
- Cornetti Misura (2011)
- Wind (2018)
- Salugea (2021)

## Eventi
- Uno sguardo raro (Casa del cinema di Roma, dicembre 2022)[1]
- Paestum Wine Fest (Paestum, 25-27 marzo 2022)
- Festival della Cipolla rossa di Tropea IGP (Tropea, 22-24 settembre 2023)